# District de Cherbourg

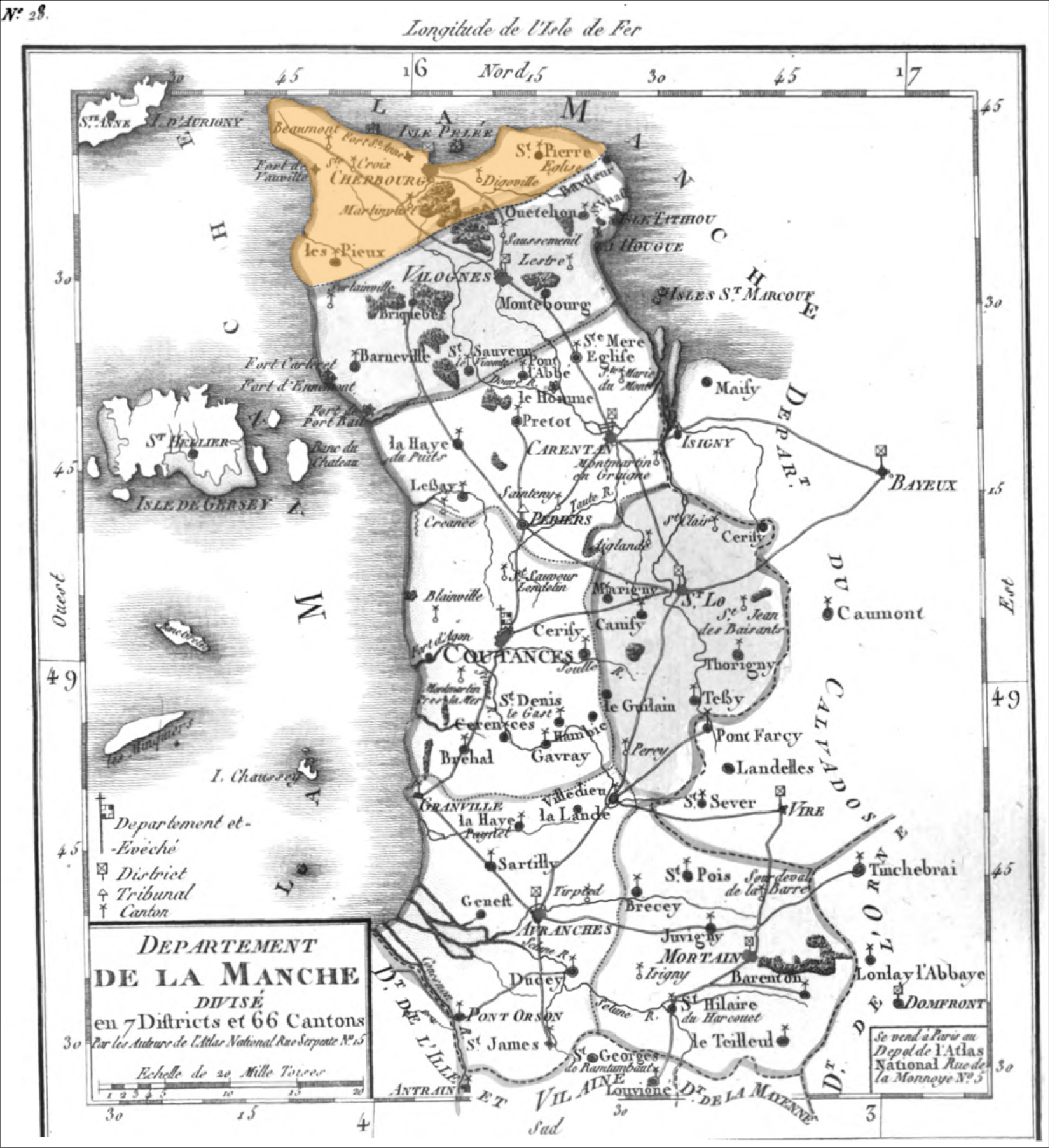
Localisation du district de Cherbourg sur une carte de la Manche.

Le district de Cherbourg est une ancienne division territoriale française du département de la Manche de 1790 à 1795.

## Historique
Ce district, créé en application des décrets relatifs à la division du royaume des 15 janvier et 16 février 1790, comportait 7 cantons (graphie de 1791) .
Supprimé en 1795, le district de Cherbourg fit place au plus vaste arrondissement de Valognes créé le 17 février 1800, qui fut partiellement démembré le 19 juillet 1811 pour créer l'arrondissement de Cherbourg.

## Composition
7 cantons :
- Beaumont[2]
- Cherbourg[3]
- Digoville[4]
- Martinvast[5]
- Les Pieux[6]
- Saint-Pierre-Eglise[7]
- Sainte-Croix-dans-la-Hayne (lire Hague) ou Sainte Croix[8]

## Galerie

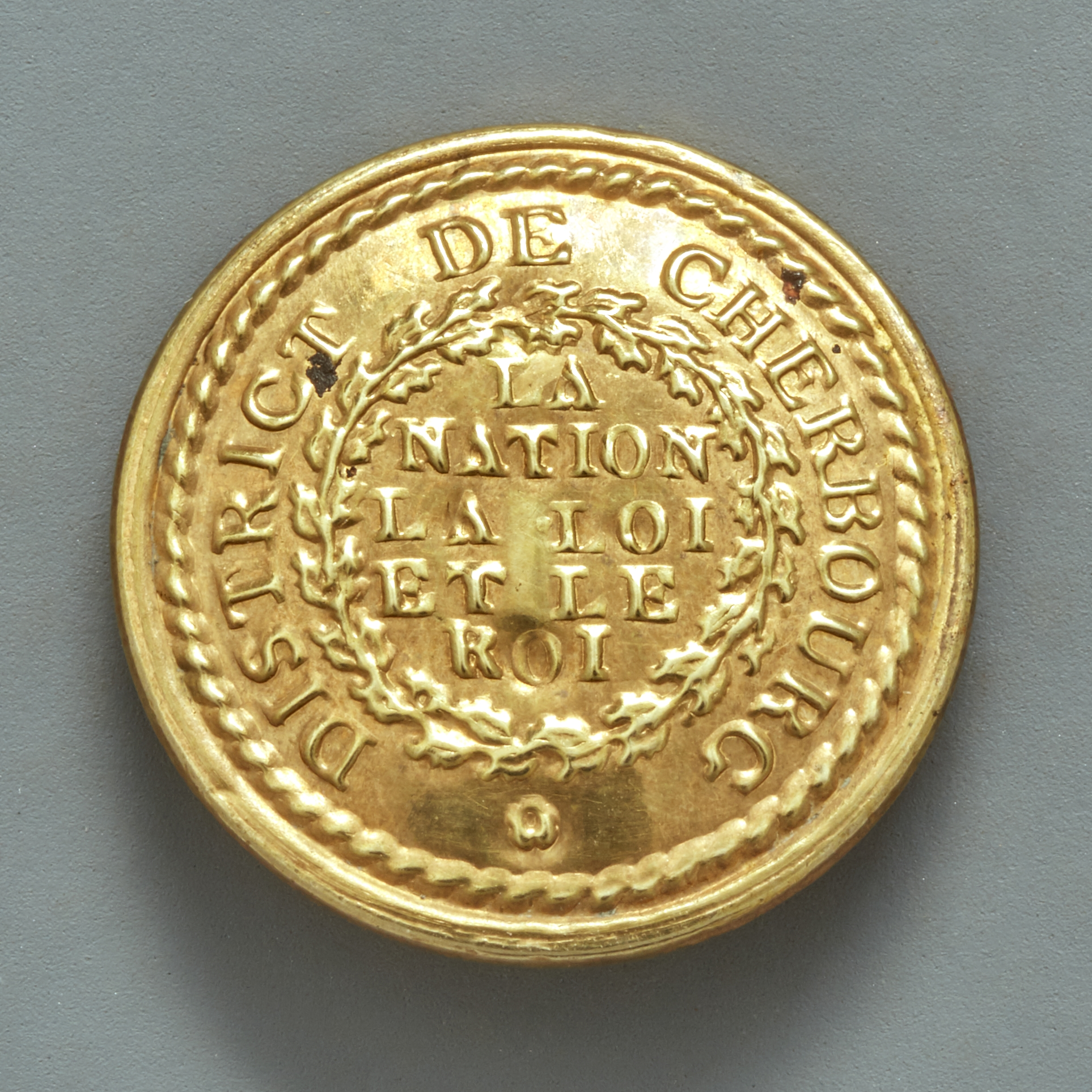
Bouton (musée Carnavalet)